# آلاک (داغستان)
آلاک (به لاتین: Alak) یک منطقهٔ مسکونی در روسیه است که در داغستان واقع شده‌است.